# Teorema de Torricelli

La llei de Torricelli descriu la velocitat de partida d'un raig d'aigua, basant-se en la distància per sota de la superfície a la qual s'inicia el raig, sense tenir resistència a l'aire, viscositat o qualsevol altre obstacle al flux de fluids.
Aquest diagrama mostra diversos d'aquests raigs

El Teorema de Torricelli o Llei de Torricelli és un teorema en la dinàmica de fluids relacionant la velocitat del fluid que surt d'un orifici a l'alçada del fluid per sobre de l'obertura. La llei estableix que la velocitat de l'efluent, v, d'un fluid a través d'un forat de vora agut a la part inferior d'un dipòsit omplert a una profunditat h és el mateix que la velocitat que un cos (en aquest cas una gota d'aigua) adquireixen en caure lliurement d'una altura "h", és a dir {\displaystyle v={\sqrt {2gh}}}, on g és l'acceleració deguda a la gravetat (9,81 N/kg prop de la superfície de la Terra). Aquesta última expressió prové d'equiparar l'energia cinètica guanyada,{\displaystyle {\frac {1}{2}}mv^{2}}, amb l'energia potencial perduda, mgh i la solució per a v. La llei va ser descoberta (encara que no d'aquesta forma) pel científic italià Evangelista Torricelli, el 1643. Més tard es va demostrar que era un cas particular del principi de Bernoulli.

## Derivació
Sota els supòsits d'un fluix incompressible amb una viscositat insignificant, el principi de Bernoulli estableix que:
{\displaystyle {v^{2} \over 2}+gh+{p \over \rho }={\text{constant}}}
on v és la velocitat del fluid, g és l'acceleració gravitatòria (9,81 m/s²), h és l'altura del fluid per sobre d'un punt de referència, p és la pressió, i ρ és la densitat. Definiu l'obertura per estar a h = 0. A la part superior del dipòsit, p és igual a la pressió atmosfèrica. V es pot considerar 0 perquè la superfície del fluid cau a l'alçada extremadament lentament en comparació amb la velocitat a la qual el fluid surt del tanc. A l'obertura, h = 0 i p torna a ser una pressió atmosfèrica. L'eliminació de la constant i la resolució dona:
{\displaystyle Pa+1/2\rho v^{2}+\rho gy=P+\rho gy}
{\displaystyle \Rightarrow 1/2\rho v^{2}=\rho g(y2-y1)+(P-Pa)}
{\displaystyle \Rightarrow y2-y1=h.} Then,
{\displaystyle 1/2\rho v^{2}=\rho gh+(P-Pa)}
{\displaystyle \Rightarrow v1={\sqrt {2gh}}+2(P-Pa)/\rho }
Special cases
I)

{\displaystyle \Rightarrow v^{2}=2gh\,}
{\displaystyle \Rightarrow v={\sqrt {2gh}}}

## Evidència experimental
La llei de Torricelli es pot demostrar amb un experiment, que està dissenyat per mostrar que en un líquid amb una superfície oberta, pressió augmenta amb profunditat. Consta d'un tub amb tres forats separats i una superfície oberta. Els tres forats estan bloquejats, llavors el tub està ple d'aigua. Quan estigui ple, els forats estan desbloquejats. Com més baix és un raig al tub, més potent és. La velocitat de sortida del fluid és més gran per sota del tub.
Ignorant la viscositat i altres pèrdues, si els broquets apunten verticalment cap amunt, cada raig arribarà a l'alçada de la superfície del líquid en el contenidor.